# SANZAAR
SANZAAR (サンザー) は、ラグビーユニオンにおける南半球の大会スーパーラグビーとザ・ラグビーチャンピオンシップを運営する団体である。 1996年に南アフリカ、ニュージーランド、オーストラリアの各ラグビー協会が合弁事業としてSANZAR（サンザー）を設立。2016年からアルゼンチンが加わり、名称がSANZAARになった。

## 名称の由来
SANZARの名称は「South African, New Zealand and Australian Rugby」の頭文字に由来している。これにアルゼンチン（Argentina）の「A」が増え、現在のSANZAARとなった。

## 歴史

### 1996年、トライ・ネイションズとスーパー12を開始
1995年、13人制ラグビーリーグにはプロ選手が高額の報酬で集まり、南半球、特にオーストラリアでは人気だった。 それに危機感を持った15人制ラグビーユニオンは、それまでのアマチュア規約を捨ててオープン化（プロ化）した。 
ラグビーユニオンのプロ化に対抗するように、オーストラリアではラグビーリーグが新しくスーパーリーグの大会を設立した。 ラグビーユニオンの南半球3協会、南アフリカ、ニュージーランド、オーストラリアは、スーパーリーグに対抗する大会を運営するために共同出資でSANZARを翌年設立した。
SANZARは、以下のような南半球の主要ラグビー大会のテレビ放映権を各国に販売し、ラグビーユニオンの商業基盤の構築を行った。
1996年からSANZARは、3か国のプロチームが参加するスーパー12（Super 12）を毎年開催。 これは、南アフリカ4チーム、ニュージーランド5チーム、オーストラリア3チームの計12チームが参加する国際リーグ戦とした。 また、各国のナショナルチームによるトライネイションズ（Tri Nations）も毎年実施した。

### 2006年、スーパー14を経てスーパーラグビーに
2006年シーズンに新たに2チーム（南アフリカ1、オーストラリア1）が参入したため、スーパー12は「スーパー14」（Super 14）へと名称変更された。さらに2011年シーズンからレベルズ（オーストラリア・メルボルン）が参入し15チームになったのを機に「スーパーラグビー」（Super Rugby）となった。

### 2012年、ザ・ラグビーチャンピオンシップ開始
2012年、トライネイションズはアルゼンチンが加わり、4か国による「ザ・ラグビーチャンピオンシップ」（The Rugby Championship）に改称した。

### 2016年、アルゼンチン加入 と 日本サンウルブズの参加
2016年からSANZARにアルゼンチンラグビー協会が参加し、SANZAARに改称した。
スーパーラグビーは2016年シーズンから、アルゼンチンのハグアレス、南アフリカのキングス、日本のサンウルブズが参加。サンウルブズは、日本がスーパーラグビーに参加するために作ったチームである。
2019年3月22日、サンウルブズは2020年シーズン限りでスーパーラグビーへの参加を終えることが発表された。
2020年に新型コロナウイルス感染症の世界的流行による渡航制限・試合中止が続いた中、サンウルブズの活動が終了した。同年、アルゼンチンのハグアレスもチームを解散し、南アフリカの4チームは北半球の大会ユナイテッド・ラグビー・チャンピオンシップに移った。結局、2020年のスーパーラグビーは途中中断となり、不成立となった。
2020年・2021年は、各国に分かれてローカルなリーグ戦を行った。オーストラリアでは「スーパーラグビーAU」に5チーム、ニュージーランドでは「スーパーラグビー・アオテアロア」に5チームで、それぞれ開催。2021年には、2つのリーグの交流戦として「スーパーラグビー・トランスタスマン」を開催した（相手リーグとの総当たり戦を1回行った後、上位2チームによる決勝戦を実施）。

### 2022年、スーパーラグビー・パシフィック誕生
2022年から、スーパーラグビーの大会を一新。オーストラリアとニュージーランドの10チームに、フィジーのチームで過去にオーストラリア選手権（National Rugby Championship）を制したことがある「フィジアン・ドゥルア」と、トンガ・サモアなどの太平洋諸島出身者・国籍所有者で構成する「モアナ・パシフィカ」の2チームが加わり、12チーム参加の「スーパーラグビー・パシフィック」となった。